# Nekrolog 1382
Nekrolog
◄◄
| ◄
| 1378
| 1379
| 1380
| 1381
| 1382 | 1383 | 1384 | 1385 | 1386 | ► | ►►
Weitere Ereignisse | Allgemeiner Nekrolog 1382
Die Beschreibung der verstorbenen Person sollte so kurz wie möglich gehalten sein und nur deren signifikante Tätigkeit(en) enthalten.
Neue Namen ggf. auch unter dem Geburts- und Sterbedatum, also etwa unter 1. Januar und im Geburts- und Sterbejahr (2024) eintragen (nur bei entsprechender großer Wichtigkeit). Für Beispiele siehe die schon vorhandenen Artikel.
Außerdem über die fünf zuletzt Verstorbenen, zu denen es einen ausreichend guten Artikel für eine Präsentation auf der Hauptseite gibt, nach der todesbedingten Überarbeitung der Artikel ggf. auch unter Wikipedia Diskussion:Hauptseite informieren und sie am besten auch in den anderen Wikipedia-Sprachversionen eintragen. Tipp: Regelmäßig bei news.google.de nach „ist tot“, „gestorben“ oder „verstorben“ suchen.
Wenn eine Person gestorben ist, gibt es viele Seiten zu dieser Person in der Wikipedia, die davon auch betroffen sind und entsprechend aktualisiert werden müssen. Beispiele: Namenübersichtsseite, Geburtsjahr, Geburtsort-Seiten und viele mehr.
Wie finde ich die betroffenen Seiten?
Im Suchfeld auf der linken Seite gibt man den Suchbegriff so ein: „Vorname Nachname“. Dann klickt man auf Volltext und alle Seiten mit entsprechendem Suchtext werden aufgerufen. Hier sieht man dann schnell, wo auch das Todesjahr Sinn macht oder sogar ein Teil des Artikels angepasst werden muss. Auch hilft das „Werkzeug“ auf der linken Seite sehr gut, um solche Seiten aufzufinden: „Links auf diese Seite“. Somit ist die Wikipedia wieder aktuell in allen Bereichen! Hinweis: bei Eintragung der Kategorie „Gestorben JAHR“ wird der Missbrauchsfilter 49 ausgelöst, was jedoch nicht schlimm ist. Siehe: Spezial:Missbrauchsfilter/49
Dies ist eine Liste von im Jahr 1382 verstorbenen bekannten Persönlichkeiten. Die Einträge erfolgen innerhalb der einzelnen Daten alphabetisch sortiert. Tiere sind im Nekrolog für Tiere zu finden.

## Januar
| Tag        | Name                                        | Beruf, bekannt als                                                       | Alter | Beleg |
| ---------- | ------------------------------------------- | ------------------------------------------------------------------------ | ----- | ----- |
| 3. Januar  | Marco Visconti                              | Herr von Mailand                                                         | 28    |       |
| 5. Januar  | Philippa Plantagenet, 5. Countess of Ulster | englische Adlige                                                         | 26    |       |
| 17. Januar | Elisabeth von Bayern                        | älteste Tochter Herzog Friedrichs von Bayern und Ehefrau Marco Viscontis |       |       |
| 23. Januar | Nicolas de Saint-Saturnin                   | französischer Geistlicher                                                |       |       |

## Februar
| Tag         | Name              | Beruf, bekannt als                        | Alter | Beleg |
| ----------- | ----------------- | ----------------------------------------- | ----- | ----- |
| 17. Februar | Ludwig von Meißen | vierter Sohn des Markgrafen Friedrich II. | 40    |       |
| 27. Februar | Walter Leslie     | schottischer Adeliger                     |       |       |

## März
| Tag      | Name                | Beruf, bekannt als                                        | Alter | Beleg |
| -------- | ------------------- | --------------------------------------------------------- | ----- | ----- |
| 29. März | Elisabeth von Namur | Kurfürstin der Pfalz, 1. Ehefrau von Kurfürst Ruprecht I. |       |       |

## April
| Tag       | Name                                           | Beruf, bekannt als                           | Alter | Beleg |
| --------- | ---------------------------------------------- | -------------------------------------------- | ----- | ----- |
| 5. April  | Janusz Suchywilk                               | polnischer Kanzler und Erzbischof von Gnesen |       |       |
| 13. April | Bernhard II.                                   | Herr zu Werle-Waren                          |       |       |
| 23. April | William Zouche, 2. Baron Zouche of Haryngworth | englischer Adliger                           |       |       |

## Mai
| Tag     | Name                     | Beruf, bekannt als                                                                              | Alter | Beleg |
| ------- | ------------------------ | ----------------------------------------------------------------------------------------------- | ----- | ----- |
| 9. Mai  | Margarete von Frankreich | Pfalzgräfin von Burgund, Gräfin von Artois, durch Heirat Gräfin von Flandern, Nevers und Rethel |       |       |
| 22. Mai | Johanna I.               | Königin von Neapel, Titularkönigin von Jerusalem und Gräfin der Provence                        |       |       |

## Juni
| Tag      | Name                 | Beruf, bekannt als                      | Alter | Beleg |
| -------- | -------------------- | --------------------------------------- | ----- | ----- |
| 5. Juni  | Andrea Contarini     | 60. Doge von Venedig                    |       |       |
| 18. Juni | Rulman Merswin       | Kaufmann und geistlicher Schriftsteller |       |       |
| 24. Juni | Winrich von Kniprode | Hochmeister des Deutschen Ordens        |       |       |

## Juli
| Tag      | Name                | Beruf, bekannt als                                        | Alter | Beleg |
| -------- | ------------------- | --------------------------------------------------------- | ----- | ----- |
| 11. Juli | Nikolaus von Oresme | französischer Bischof, Naturwissenschaftler und Philosoph |       |       |

## August
| Tag        | Name               | Beruf, bekannt als                    | Alter | Beleg |
| ---------- | ------------------ | ------------------------------------- | ----- | ----- |
| 15. August | Renoul de Monteruc | Kardinal der katholischen Kirche      |       |       |
| August     | Kęstutis           | litauischer Großfürst (1347 bis 1377) |       |       |

## September
| Tag           | Name      | Beruf, bekannt als               | Alter | Beleg |
| ------------- | --------- | -------------------------------- | ----- | ----- |
| 10. September | Ludwig I. | König von Ungarn und Polen       | 56    |       |
| 14. September | Heinrich  | Herzog von Oppeln und Falkenberg |       |       |

## Oktober
| Tag         | Name                      | Beruf, bekannt als                                                 | Alter | Beleg |
| ----------- | ------------------------- | ------------------------------------------------------------------ | ----- | ----- |
| 7. Oktober  | Johann von Vienne         | Bischof von Basel und Metz, Erzbischof von Besançon                |       |       |
| 13. Oktober | Peter II.                 | König von Zypern                                                   |       |       |
| 15. Oktober | Michele Morosini          | Doge von Venedig (1382)                                            |       |       |
| 21. Oktober | Bolko III.                | Herzog von Oppeln (1356–1382); Herzog von Strehlitz (1366/75–1382) |       |       |
| 22. Oktober | Albrecht III. von Heßberg | Bischof von Würzburg                                               |       |       |

## November
| Tag          | Name                   | Beruf, bekannt als                                              | Alter | Beleg |
| ------------ | ---------------------- | --------------------------------------------------------------- | ----- | ----- |
| 9. November  | Friedrich II. von Hoym | katholischer Bischof von Merseburg und Erzbischof von Magdeburg |       |       |
| 27. November | Philipp van Artevelde  | flämischer Offizier                                             |       |       |

## Dezember
| Tag         | Name            | Beruf, bekannt als | Alter | Beleg |
| ----------- | --------------- | ------------------ | ----- | ----- |
| 3. Dezember | Kraft von Hanau | deutscher Kleriker |       |       |

## Datum unbekannt
| Tag | Name                    | Beruf, bekannt als                                   | Alter | Beleg |
| --- | ----------------------- | ---------------------------------------------------- | ----- | ----- |
|     | Birutė                  | Großfürstin von Litauen                              |       |       |
|     | Luigi II. Gonzaga       | Graf von Mantua (1369–1382)                          |       |       |
|     | Jean III. de Melun      | Großmeister von Frankreich und französischer Militär |       |       |
|     | Kunigunde von Orlamünde | Gräfin, Klostergründerin, Äbtissin                   |       |       |
|     | Al-Mansur Ali II.       | Sultan der Mamluken in Ägypten                       |       |       |
|     | Newaya Mariam           | Negus Negest (Kaiser) von Äthiopien                  |       |       |